# Big Ben
Big Ben nadimak je velikog zvona unutar sata na sjevernom dijelu Westminsterske palače u Londonu, iako isto to ime daju satu ili tornju. Big Ben je najveći četverostrani sat koji zvoni i treći najviši satni toranj na svijetu. Nalazi se pod zaštitom UNESCO-a kao dio Westminsterske palače.
Big Ben dobio je ime po političaru Sir Benjaminu Hallu (1802. – 1867.) koji je zbog svojeg stasa dobio nadimak Big Ben. Zvono je dio tornja, koji je visok oko 96 m. Veliko zvono postavljeno je 1858. godine. Građevinu je dizajnirao arhitekt Augustus Pugin. Big Ben je izgrađen u neogotičkom stilu. Prvih 61 metar kule je izgrađeno od opeke obložene kamenom.
Na bazi svakog od satova pozlaćenim slovima na latinskom jeziku piše: "DOMINE SALVAM FAC REGINAM NOSTRAM VICTORIAM PRIMAM", što u prijevodu znači: "Bože, čuvaj našu kraljicu Viktoriju".
Mehanizam satova završen je 1854. godine, ali sama kula bila je gotova tek četiri godine kasnije 1858. godine. Satovi su počeli raditi 7. rujna 1859. godine.
Tijekom Drugog svetskog rata njemački bombarderi gađali su Westminstersku palaču, time su oštetili i dva sata i pojedine dijelove krova.
Big Ben je simbol Londona i Ujedinjenog Kraljevstva. Pojavljivao se u mnogim filmovima poput "Operacije Grom (1965.) s Jamesom Bondom. U anketi u kojoj je sudjelovalo 2 000 ljudi, proglašen je za najpopularniju znamenitost u Ujedinjenom Kraljevstvu.